# Spindale
Spindale est une ville américaine située dans le comté de Rutherford dans l'État de Caroline du Nord. En 2010, sa population était de 4 321 habitants.

## Démographie
| 1930  | 1940  | 1950  | 1960  | 1970  | 1980  |
| ----- | ----- | ----- | ----- | ----- | ----- |
| 3 066 | 3 952 | 3 891 | 4 082 | 3 848 | 4 246 |

| 1990  | 2000  | 2010  | - | - | - |
| ----- | ----- | ----- | - | - | - |
| 4 040 | 4 022 | 4 321 | - | - | - |

## Traduction
- (en) Cet article est partiellement ou en totalité issu de l’article de Wikipédia en anglais intitulé « Spindale, North Carolina » (voir la liste des auteurs).